# روبرت راثبون ويلسون
روبرت راثبون ويلسون (بالإنجليزية: Robert Rathbun Wilson)‏ هو فيزيائي أمريكي، من مواليد 4 مارس 1914 بمنطقة فرونتير التابعة لولاية وايومنغ شمال مدينة كيمرر بالولايات المتحدة الأمريكية، عرف ويلسون باشتغاله كمدير لمشروع مانهاتن خلال الحرب العالمية الثانية، حيث كان مديرا له، وواحدا من مؤسسي مختبر فيرمي الوطني المعجل (فيرميلاب)، هو الآخر الذي تولى منصب مدير له انطلاقا 1967 إلى 1978.

## السيرة الذاتية
ولد روبرت راثبون ويلسون في 4 مارس من سنة 1914 في شمال مدينة كمرر (الحدود) بولاية وايومنغ. روبرت هو ابن «بلات إلفن» و«إديث إليزابيث» (راثبون) ويلسون، وكان له شقيقة أكبر تسمى «ماري جين». انفصل والداه في وقت مبكر عندما كان لا يتعدى الثامنة من العمر، بالرغم من منح الحضانة لوالده، عاش ويلسون أيضا مع والدته من وقت لأخر. عاش روبرت مراحل حياته المبكرة في مزارع الماشية، وغير أماكن الدراسة أكثر من مرة، حيث حضر دروسه في عدة مدارس، بما فيها «مدرسة تود للبنين» في وودستوك (إلينوي)  حيث كانت جدته تعمل.
في سنة 1932، ارتاد ويلسون جامعة كاليفورنيا (بركلي)، وتخرج منها وهو حاصل على درجة البكالوريوس في الآداب في سنة 1936.
ثم التحق بمختبر الإشعاع الذي أسسه إرنست أورلاندو لورنس، الذي كان أهم موقع أمريكي للفيزياء التجريبية والنظرية والذي عرف إزدهارا كبيرا في ذلك الوقت ازدهار في بسبب جهود لورانس وروبرت أوبنهايمر (الأول تميز بعمله التجريبي، والثاني بدراساته النظرية) على التوالي.
تحصل ويلسون في سنة 1940 على شهادة الدكتوراه في الفلسفة عن أطروحته التي تموحورت حول «نظرية سيكلوترون». في ذلك العام بالضبط، تزوج من «جين إينيز ششير».
تم تسريح ويلسون من المختبر الإشعاعي مرتين. في المرة الأولى، بعد ان فقد ختم من المطاط خاصا بجهاز المسرع الدوراني ذي 37 بوصة، الشئ الذي حال دون إشتغا الجهاز في وجود مانح محتمل. أعيد توظيفه من جديد بالمختبر بإلحاح من لويس ألفاريز، لكن بعد ان ذاب زوج من الملاقط المكلفة أثناء عملية اللحام، تم تسريحه مرة أخرى. في وقت لاحق وبالرغم من عرض نفس الوظيفة عليه مرة أخرى، قرر ويلسون بدلا من ذلك الذهاب إلى جامعة برنستون من أجل العمل مع الفيزيائي هنري ديولف سميث المعروف بكتابته لما يسمى «تقرير سميث» (Smyth Report (بالإنجليزية))، وهو تقرير إداري عن مشروع مانهاتن، كتب بناء على طلب الجنرال ليزلي غروفز.

## جوائز وتكريمات
تلقى ويلسون العديد من الجوائز والمكافآت، على غرار «وسام إليوت كريسون» من معهد فرانكلين في سنة 1964، قلادة العلوم الوطنية في سنة 1973، و«جائزة إنريكو فيرمي» من وزارة الطاقة الأمريكية سنة 1984. بالإضافة إلى ذلك تم انتخابه في الأكاديمية الوطنية للعلوم والجمعية الأمريكية للفلسفة، وكان رئيسا للجمعية الفيزيائية الأمريكية في سنة 1985.

## الوفاة
في سنة 1999، تعرض ويلسون لسكتة دماغية لم يتعافى منها أبدا حتى توفي في 16 يناير 2000 بدار تمريض في إثاكا (نيويورك) عن عمر ناهز 85 سنة.

## روابط خارجية
- "أصوات مشروع مانهاتن". أصوات مشروع مانهاتن. مؤرشف من الأصل في 2017-10-14. اطلع عليه بتاريخ 2017-11-13.، مارتن شروين في مقابلة صوتية مسجلة مع روبرت ويلسون (بتاريخ 23 أبريل 1982). (بالإنجليزية)